# 瑙鲁LGBT权益
女同性恋，男同性恋，双性恋和跨性别（LGBT）人群在瑙鲁面临着许多法律和社会方面的挑战。同性性行为自2016年5月开始合法化，但没有法律承认同性伴侣关系，也没有防止歧视或其他的保护性法规。

## 历史
1921年，瑙鲁通过了《昆士兰州刑法典》（1899年《刑法》）时，同性性行为被定为犯罪，1968年瑙鲁独立后保留。
2011年1月，时任卫生司法体育部长马修·贝齐乌表示，“成年人之间的自愿同性性行为”非刑罪化正在“积极考虑”。2011年10月，政府承诺对同性性行为非刑罪化。
根据美国国务院的说法，2012年没有关于LGBT人士被起诉的报道。
2016年5月，瑙鲁议会通过了《2016年犯罪法》，废除《1899年刑法》，从而使同性性行为合法化。

## 概况
| 同性性行为合法                                       | （自2016年） |
| 同意年龄平等                                         | （自2016年） |
| 反就业歧视法律                                       | 否           |
| 提供商品和服务的反歧视法律                           | 否           |
| 在所有其他领域的反歧视法律（包括间接歧视，仇恨言论） | 否           |
| 同性婚姻                                             | 否           |
| 同性伴侣关系                                         | 否           |
| 同性伴侣收养继子女                                   | 否           |
| 同性伴侣联合收养                                     | 否           |
| 同性恋军人允许公开服役                               | 没有军队     |
| 有权改变法律性别                                     | [ 2 ]        |
| 女同性恋试管婴儿                                     | 否           |
| 男同性恋情侣商业代孕                                 | 否           |
| 男男性接触人群（MSM）允许献血                        | 否           |